# Ośno Wieś
Ośno Wieś – nieczynny wąskotorowy przystanek kolejowy w Ośnie, w powiecie żnińskim, w województwie kujawsko-pomorskim.